# Strzelanina w North Hollywood
Strzelanina w North Hollywood – wydarzenie, które miało miejsce 28 lutego 1997 w Kalifornii. Po napadzie na bank doszło do strzelaniny pomiędzy dwoma złodziejami, Larrym Eugenem Phillipsem Juniorem i Emilem Dechebalem Matasareanu, a policjantami i funkcjonariuszami FBI.

## Sprawcy
Larry Philips miał 26 lat, żonę i dwójkę dzieci, a Emil Matasareanu 30 lat i był kawalerem. Obaj byli dobrze znani policji, gdyż wcześniej napadali na opancerzone samochody i banki, z których ukradli w sumie ponad 1 600 000 dolarów. Złodzieje byli bardzo dobrze przygotowani do napadu – Philips i Matasareanu mieli na sobie kamizelki kuloodporne wykonane z kevlaru (Philips miał również ochraniacze na rękach i nogach). Ta ochrona ważyła ponad 20 kilogramów. Napastnicy byli uzbrojeni w:
- Karabin G3 – używany przez Matasareanu
- Karabin Typ 56 – używany przez Philipsa
- Karabinek AK – używany przez Philipsa i Matasareanu
- Karabin AR-15 – używany przez Matasareanu
- Pistolet Beretta 92 – używany przez Philipsa i Matasareanu

Posiadali oni również nielegalne bębnowe magazynki na 75 naboi, by rzadziej przeładowywać broń. Obaj zażyli wcześniej fenobarbital, dzięki czemu mogli zachować spokój podczas napadu.

## Napad

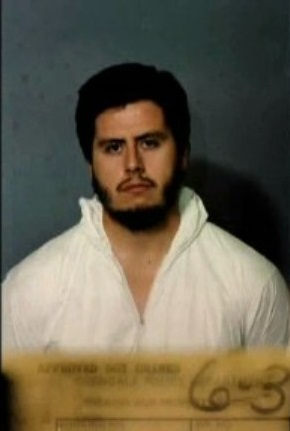
Larry Philips

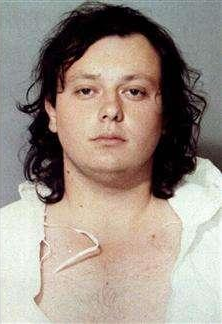
Emil Matasareanu

O godzinie 9:17 Philips i Matasareanu wtargnęli do siedziby banku Bank of America w North Hollywood. W banku znajdowało się wtedy 10 pracowników, 3 strażników oraz 32 klientów. Podczas napadu jeden z klientów został uderzony w głowę AK. Napastnicy wynieśli z banku 303 305 dolarów. Przypadkowy obywatel, który widział napastników wchodzących do banku, poinformował policję. Zauważył ich również policjant w przejeżdżającym w pobliżu radiowozie.

## Strzelanina

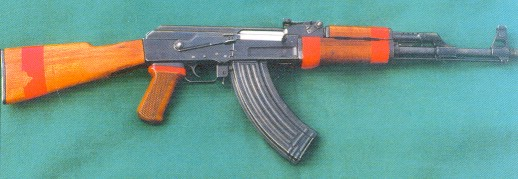
Karabinek AK

O godzinie 9:31 Philips jako pierwszy opuścił budynek i na parkingu przed bankiem otworzył ogień do obecnych po drugiej stronie ulicy policjantów. Niedługo po nim bank opuścił również Matasareanu i dołączył się do strzelaniny. Większość policjantów była wyposażona w pistolet Beretta 92, jednak był on bezużyteczny przeciwko uzbrojeniu napastników. Policjanci mogli jedynie czekać na jednostki SWAT i ukrywali się na parkingu po drugiej stronie ulicy oraz w budynkach. Napastnicy strzelali również do śmigłowców policji i stacji telewizyjnych. Po kilku minutach strzelaniny Matasareanu został trafiony w nogę. Postanowił wówczas wrócić do samochodu, którym przyjechali (białego Chevroleta Celebrity) i kontynuował ostrzał z okna. Po długiej strzelaninie napastnicy opuścili parking i udali się na ulicę. Matasereanu postanowił przemieszczać się samochodem, natomiast Philips szedł obok samochodu i osłaniał go. Podczas marszu Philips został ranny, co spowodowało, że przestał nadążać za samochodem. W pewnym momencie obaj napastnicy rozdzielili się. Po kolejnej długiej wymianie ognia Philips schował się za ciężarówką, po czym zacięła mu się broń. Po kolejnym postrzale Philips nie widząc szans na ucieczkę, popełnił samobójstwo. Matasereanu próbował dalej uciekać sam. Usiłował zatrzymać przejeżdżające obok samochody, gdyż jego własny był już zbyt uszkodzony. Dopiero po pewnym czasie kierowca pick-upa zatrzymał się i uciekł. Wówczas do akcji wkroczył oddział antyterrorystów. Po krótkiej wymianie ognia podejrzany nie był w stanie kontynuować walki z powodu kilkakrotnego postrzelenia i został aresztowany, jednak zmarł po 2 minutach od ran i szoku pourazowego. Rodzina Matasereanu oskarżyła policję o to, że nie udzielono mu pomocy przez tak długi czas. Podczas strzelaniny padło ponad 3000 strzałów.

## Skutki
Choć bandyci nie wykorzystywali legalnej broni samoczynnej (posiadali nielegalne egzemplarze z czarnego rynku), w stanie Kalifornia przeforsowano zmiany prawa ograniczające dostęp do broni, podobne do zniesionego w USA "Public Safety and Recreational Firearms Use Protection Act".
Ofiarami śmiertelnymi strzelaniny byli podejrzani: Philips i Matasareanu. 11 funkcjonariuszy oraz 7 cywili zostało rannych, 17 policjantów zostało odznaczonych medalem za męstwo.
Po tych wydarzeniach, patrole policji w USA zostały uzbrojone w karabinki M16.

## Adaptacja filmowa
Na podstawie tych wydarzeń nakręcono film pt. 44 minuty: Strzelanina w północnym Hollywood (2003).